# CD160
CD160 — мембранный белок, экспрессированный на T-лимфоцитах и естественных киллерах. Продукт гена CD160.

## Функция
Белок CD160 — рецептор иммунных клеток, который способен обеспечивать как стимилирующие, так и ингибирующие сигналы, регулирующие клеточную активацию и дифференциацию. Белок существует в двух фромах: в ГФИ-заякоренным на мембране и как трансмембранный белок. Эти формы CD160 инициируют определённые синальные пути, опосредованные в активированных естественных киллерах фосфоинозитид-3-киназами, а в активированных T-лимфоцитах — LCK и CD247 (ζ-цепью комплекса CD3). Рецептор как классических, так и неклассических молекул главного комплекса гистосовместимости МНС-I. В контексте иммунного ответа на вирусную инфекцию распознаёт HLA-C и стимулирует цитотоксическую активность естественных киллеров, что играет роль в противовирусном врождённом иммунитете. На цитотоксических Т-лимфоцитах (CD8+ T-клетки) связывается с комплексом HLA-A2-B2M-вирусный пептид и обеспечивает костимулирующий сигнал на активированные Т-клетки памяти. При постоянной антигенной стимуляции, возникающей, в частности, при хронической вирусной инфекции, CD160 способен постепенно ингибировать сигнал Т-клеточного рецептора в CD8+ Т-клетках памяти, играя роль в истощении T-клеток. На эндотелиальных клетках распознаёт HLA-G и контролирует ангиогенез в иммунопривилегированных зонах. Лиганд для TNFRSF14, который участвиет в сигнальных двусторонних контактах между антигенпрезентирующими клетками и лимфоцитами.. В контаксте бактериальной инфекции действует как лиганд для TNFRSF14 эпителиальных клеток, стимулируя продукцию антимикробных белков и провоспалительных цитокинов.